# シーレーン

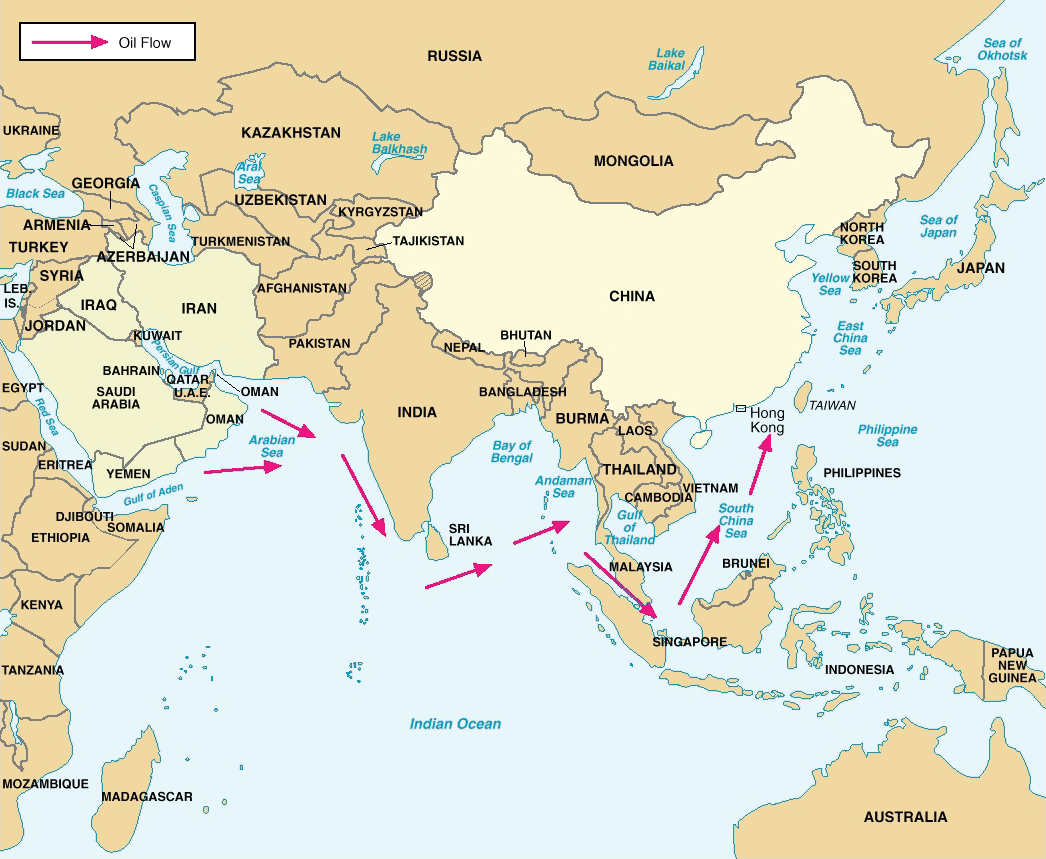
中東から中国へのシーレーン

シーレーンとは、一国の通商上・戦略上、重要な価値を有し、有事に際して確保すべき海上交通路のことである。英語の類義語はSLOCs（Sea Lines of Communication）である。

## 概要
そもそも海上には決まった通航路があるわけではなく、航海が一般化するにつれて、ほぼ一定した航路のようなものが自然に形成されるようになった。こうした海上交通ルートを、陸上の小途になぞらえたものがシーレーンである。また、シーレーン防衛上、その要衝となる地点をチョークポイントという。
海洋国家にとって、シーレーンの安全保障は最重要課題である。さらに現代のシーレーンは単に物品の輸送路というだけでなく、海底ケーブル網の基幹をなしており、商用・公用の両面で国際通信の要である。
古代より、海上交通路は文明の興亡を左右する重要な要素であった。
地中海の制海権を握ったローマ帝国や、大航海時代に世界の海を支配したスペイン、ポルトガル、オランダ、イギリスなど、歴史上の大国の多くはシーレーンの確保によって繁栄を築いた。

## 日本の場合
日本は四方を海に囲まれた島国であり、海岸線の長さは北方四島を含めると4,842海里、つまり8,967.496kmに及び世界第7位、排他的経済水域の面積は3,861.1万km2に及ぶ。オイルショックなどの影響から産油国との外交関係、そしてシーレーンの安定化が不可欠と感じた日本は、1982年（昭和57年）頃から外洋に伸びるシーレーン 1,000海里防衛構想を策定するなど、日本のシーレーン防衛のあり方が課題とされるようになった。
また今日において、国内経済もほぼ海上交易に依存し、日本の輸入依存度を見てみれば輸入量は石油2億トンをはじめ、7億5,000万トンにも達しており、特にエネルギーは2001年（平成13年）時点の資源エネルギー庁調査において国内の輸入依存度の高さは石油が99.8%、石炭98.4%、天然ガス（LNG）96.6%、原子力（ウラン）に至っては100%を依存している。輸出はハイテク工業品だけで2,000万トン、第1次産品を含めれば7,000万トンにも及ぶ。
こうしたことから、日本の食卓に並ぶ豆腐や蕎麦も「シーレーンの賜物」といわれるなど、いかに日本の輸入依存度が高いかを示している。
海上自衛隊の戦術思想の原点は、かつての大日本帝国海軍が軽視しがちであった「シーレーン防衛」にあり、対潜戦・対機雷戦に重点をおいた訓練を行っている。

### 太平洋戦争と日本のシーレーン
島国である日本にとって、シーレーンの維持は平時・戦時を問わず国家の生命線であったが、特に太平洋戦争においては、その脆弱性が戦争の帰趨を決定づける主たる要因となった。

#### 戦争計画における軽視
開戦前の日本、特に海軍は、日露戦争における艦隊決戦の成功体験から、米海軍主力との決戦を想定した漸減邀撃作戦を国防の根幹に据えていた。そのため、地味な海上護衛任務は「受動的作戦」として軽視され、対潜・対空能力に優れた護衛艦や航空機の開発・整備、護衛戦術の研究は著しく立ち遅れていた。開戦時の日本の保有商船は約630万総トンであったが、戦争遂行には最低でも300万トンの船舶が南方資源地帯（特に石油、ボーキサイト、鉄鉱石）と本土との往復に必要と試算されていたにもかかわらず、その護衛体制は極めて不十分なまま開戦に至った。

#### アメリカ軍による通商破壊
アメリカ海軍は、真珠湾攻撃の報復として、開戦当日の1941年12月7日（ワシントン時間）に無制限潜水艦作戦の実行を指令した。これは日本の軍需を支える商船を軍艦と同様の攻撃目標とするもので、太平洋艦隊潜水艦部隊がその主たる担い手となった。
戦争初期、アメリカ潜水艦は魚雷の不発・早期爆発といった不具合に悩まされたが、1943年後半にこれらの問題が解決されると、日本の船舶被害は激増した。さらに、高性能なレーダーを装備したアメリカ潜水艦は夜間や悪天候下でも目標を捕捉できたのに対し、日本の護衛艦艇は電探（レーダー）や逆探の配備が遅れ、対潜兵器である爆雷や水中聴音機の性能も不十分であったため、有効な対抗策を講じることができなかった。
1944年に入ると、マリアナ諸島を基地とするB-29爆撃機が、飢餓作戦において日本の主要な港湾や海峡に大量の機雷を投下し始め、海上交通は麻痺状態に陥った。

#### シーレーン崩壊の影響
海上輸送の途絶は、日本の戦争経済に致命的な打撃を与えた。南方からの石油輸入が止まったことで、海軍の艦艇や航空機は燃料不足で活動不能となり、鉄鉱石やボーキサイトの欠乏は軍需生産を停滞させた。1945年（昭和20年）には、日本の月間平均鉄鋼生産量は開戦時の約7分の1にまで落ち込んだ。また、食糧や塩の輸入も途絶し、国民生活は破綻の瀬戸際に立たされた。
終戦時、日本の商船はその9割近くを喪失しており、残存船舶も損傷や燃料不足、機雷封鎖によってほとんど活動できない状態であった。この海上交通の崩壊は、日本の降伏を決定づけた物理的な主因の一つと評価されている。

### 中曽根航路帯
中曽根内閣はこのシーレーン防衛に対して次の4つの基本指針を定めた。
1. 日本列島の地勢的な位置付けを、ソ連のTu-22M バックファイア爆撃機の侵入に対して防波堤となる「不沈空母」の存在にすること。
2. 日本列島を取り巻く海峡（宗谷海峡・津軽海峡・対馬海峡）について完全な支配権を保持すること。
3. ソ連潜水艦やその他の海軍艦艇による通航を許さないこと。
4. 太平洋の防衛圏を数百海里拡大し、グアム - 東京および台湾海峡 - 大阪を結ぶシーレーンの確立をなすこと。

これらの点に防衛政策の軸がおかれることとし、中曽根内閣のとったシーレーン体制を俗に中曽根航路帯といった。